# Dina Straat
Dina Straat (* 10. Juli 1945 in Zittau) ist eine deutsche Sängerin. Ihre musikalische Bandbreite reicht vom Schlager bis zum Pop.

## Musikalische Entwicklung
Nach ihrem Examen als Krankenschwester im Jahre 1966 begann sie 1968 eine Ausbildung zur Sängerin an der Hochschule für Musik Carl Maria von Weber Dresden. Erste praktische Erfahrungen sammelte sie beim Klaus Lenz Sextett und dem Manfred Ludwig Sextett. Insbesondere die wechselnden Formationen von Klaus Lenz waren eine wichtige „Kaderschmiede“ für zahlreiche Musiker und Interpreten der DDR. 1969 wechselte Dina Straat in das Dresden-Sextett, aus dem später die Gruppe Lift hervorging. Bekannt wurde sie mit den Titeln Bin verliebt, Da war schon Liebe dabei und Als du wiederkamst, die der Bandleader Gerhard Zachar für sie komponierte. 1971 veröffentlichte die Band die Single Sie, auf der Dina Straat zu hören ist.
1973 verließ sie die Band. Sie arbeitete danach mit dem Orchester Gustav Brom aus der ČSSR zusammen und ging unter anderem mit Jiří Korn und Karel Gott auf Tournee. Im Oktober 1974 heiratete sie Gerhard Zachar.
Von 1982 bis 1984 gehörte Straat der Band Kleeblatt an, mit der sie den Hit Drachenfliegen landete. Diese Band verband elektronische Popmusik mit Elementen der Klassik und des Flamenco und arbeitete zeitweilig mit einem Streichquartett des Rundfunk-Sinfonieorchesters Berlin zusammen.
Im Jahre 1990 startete Dina Straat ihr erstes Soloprogramm, begleitet von der Manfred Nytsch Band. Ab 2000 machte sie mit der Schlagershow Dina Straat im Team und dem Soloprogramm Die Familienfeier auf sich aufmerksam und tritt mit Programmen für Kinder auf. Zu ihren größten Erfolgen gehören die deutsche Version von Morning of my Life, Versprochen ist Versprochen, sowie Eine Frau, die Liebe fühlt (Musik: Franz Bartzsch, Text: Dina Straat) und ihre Version des Lift-Klassikers Jeden Abend (2003).

## Diskografie

### Alben
- 1981: Aber du bist da

### Singles
- 1971: Sie / Denkste (mit dem Dresden-Sextett)
- 1974: Musikanten in der Stadt / Doch die Wälder sind grün (mit der Gruppe Lift)
- 1975: Kräht der Hahn / Komm, bitte komm
- 1977: Leb wohl, lieber John (polnische Split-Single; B-Seite: Margareta Pâslaru)
- 1978: War nur ein Traum / Der Mond ist aufgegangen
- 1997: Eine Frau, die Liebe fühlt (Maxi-CD)
- 2001: Dina Straat 2001
- 2002: Endlich mal wieder
- 2003: Jeden Abend

### Sampler
- 1969: Schlager frei Haus
- 1970: Schlager 1970
- 1971: Schlagerkaleidoskop 1/71
- 1972: Auf dem Weg zu dir
- 1974: Box Nr. 10
- 1979: Schlagersterne 2/79